# 臘戍擬水龜
臘戍擬水龜（Mauremys pritchardi），又名皮氏山龜，是地龜科一種屬間混種。有指牠們是源自緬甸，現已分佈在中國及日本的野外，在中國的養龜業也有出產。在世界自然保護聯盟中由於來源不明，故資料不詳。
臘戍擬水龜是金龜及黃喉擬水龜的混種。雖然混種能成為獨立的物種並非不尋常，但要確認牠們數量豐富、有表型的獨特性及自行持續分支。於2006年在日本發現牠們的群落後，就確認了牠們是獨立的物種。基因研究確定牠們的源頭，但時間不明，有指混種是發生在史前時期，但也有指是較為接近的時間。